# Therapeutische Gemeinschaft
Die therapeutische Gemeinschaft ist ein Konzept in der Psychotherapie. Sie soll die Gemeinschaft aller Patienten darstellen, die sich gegenseitig bei ihrem Therapieprozess unterstützen können. Eine therapeutische Gemeinschaft ist in der Theorie der Gruppenpsychologie eine Lebensgemeinschaft auf Zeit. Menschen mit vergleichbaren Problemen können sich unter Anleitung von Fachleuten gegenseitig „therapieren“ (Gruppentherapie).

## Vorläufer
Theateraufführungen in sogenannten Irrenhäusern Ende des 18. Jahrhunderts in Paris zu therapeutischen Zwecken stellten erste Versuche dar, Menschen mit psychischen Problemen ernst zu nehmen und in den gesellschaftlichen Kontext zu integrieren. Philippe Pinel inszenierte in den Jahren nach der Französischen Revolution einen „psychodramatischen“ Prozess, um einen Patienten von der Zwangsvorstellung zu heilen, er müsse exekutiert werden.
1891 nutzte Pierre Janet Hypnose und Wiederholung von traumatischen Ereignissen durch szenische Inszenierungen, um kathartische Prozesse bei seinen Patienten auszulösen. Um 1813 wurden in Psychiatrien von Aversa, Neapel und Palermo eigene Theater erbaut, Schottland, England folgten dieser Tradition.
Erste Versuche mit therapeutischen Gemeinschaften gab es im 19. Jahrhundert. Das von Ludwig Binswanger d. Ä. 1857 gegründete Sanatorium Bellevue im schweizerischen Kreuzlingen gilt als Prototyp.
1905 versammelte Joseph H. Pratt am Massachusetts General Hospital in Boston seine Tuberkulose-Patienten in Gruppen und instruierte sie über hygienische Maßnahmen. In den 20er und 30er Jahren stellte er die Gruppe in den Mittelpunkt seiner psychiatrischen Tätigkeit und nutzte sie zum Diskurs über die Bedeutung der Emotion im Heilungsprozess.
Im Winter 1917/18 arbeitete Jakob L. Moreno mit Tiroler Flüchtlingen in Baden bei Wien und entwickelte erste Ansätze seiner Soziometrie. 1921 arbeitete E. W. Lazell gruppenanalytisch mit Weltkriegsveteranen im St. Elizabeth’s Hospital in Washington, DC. Im selben Jahr entwickelten Alfred Adler und Rudolf Dreikurs in Wien Fallkonferenzen, in denen Lehrer, Eltern und Kindern gemeinsam die Problemfelder besprachen. Gegen den Widerstand von Freud entwickelte Trigant Burrow in den 20er Jahren erste Ansätze der Gruppenpsychoanalyse.

## Klassische Anwendungen
Der Psychiater und Psychoanalytiker S.H. Foulkes verknüpfte psychoanalytische und soziologische Konzepte zur Gruppenanalyse. Als Major führte er 1942 am Militärhospital „Northfield Military Centre“ Gruppentherapie zur Rehabilitation von sogenannten Kriegsneurotikern ein. Dazu strukturierte er die ganze Klinik zu einer „therapeutischen Gemeinschaft“ um. Teamsitzungen und Patientenversammlungen wurden als ein Gruppenprozess betrachtet. Verwaltung, Küche, Haus- und Pflegepersonal, Ärzte und Patienten waren alle am therapeutischen Prozess beteiligt und für die Gesundung der Patienten verantwortlich.
Tom Main und Wilfred Bion haben mit ihren Methoden viel zur Entwicklung therapeutischer Gemeinschaften beigetragen.
Weitere klassische therapeutische Gemeinschaften sind die in den USA gegründete Synanon-Bewegung für Drogenabhängige, in deren Wohnprojekt in Santa Monica (Kalifornien) über 300 Teilnehmer drogenfrei zusammen lebten. Auch das davon inspirierte Daytop-Village des Psychiaters Dan Casriel (Begründer der Bonding Psychotherapie) gehörte in den USA zu den bedeutenden ersten Therapeutischen Gemeinschaften.
In Deutschland ist das mittlerweile historische Bad-Herrenalber Klinik-Modell von Walter Lechler ein bedeutendes Beispiel Therapeutischer Gemeinschaften, das in mehreren psychosomatischen Kliniken der jüngeren Psychotherapiegeschichte Anwendung fand. Darin wurden Prinzipien therapeutischer Gemeinschaft mit dem Zwölf-Schritte-Programm der Anonymen Alkoholiker und der Bonding Psychotherapie verknüpft.

## Grundlagen
Tom Main beschrieb folgende Anforderungen:
1. "Das Krankenhaus ist als ein psychosoziales Ganzes zu betrachten, dessen einzelne Teile aufeinander bezogen sind und aufeinander wirken, so dass Therapie, Versorgung und Administration als eine gemeinsame klinische Aktivität anzusehen sind.
2. Psychoanalytisch-orientierte Arbeit im Krankenhaus bedarf einer Organisationsstruktur, die sich möglichst spontan und unbehindert von äußeren Zwängen aus der Gemeinschaft heraus entwickeln kann.
3. An der Ausgestaltung und Ausformung dieser Organisation nehmen Personen und Patienten aktiv teil.
4. Die Therapie in der Klinik findet in einer multipersonalen Behandlungssituation statt, von der der Arzt nur ein Teil ist.
5. Das Krankenhaus bedarf zur Erreichung seiner Ziele eines lebendigen Austausches mit seiner Umwelt.
6. Die in der Gemeinschaft auftretenden Schwierigkeiten im Zusammenleben und die Störungen in den Beziehungen zwischen Krankenhaus und Umwelt bedürfen der fortgesetzten Analyse."

Die Reflexion allen Geschehens in der therapeutischen Gemeinschaft ist die Grundlage für soziales Lernen. Das Leben in der Gruppe wird zum zentralen Element des therapeutischen Prozesses.
Therapeutische Gemeinschaft wirkt auf zwei Ebenen:
Sie fördert die Erinnerung an alte verletzende Erfahrungen und damit verbundene Gefühle und bietet so die Chance, diese in einem therapeutischen Prozess zu bearbeiten – um zunehmend ein autonomes selbstbestimmtes Leben zu gestalten.
Das soziale Klima der therapeutischen Gemeinschaft ermöglicht neue, positive Lebenserfahrung – dadurch können alte Defizite aufgefüllt werden.

## Psychoanalyse und therapeutische Gemeinschaft
Die Therapeutische Gemeinschaft wurde von Psychoanalytikern und Sozialpsychologen entwickelt. Entsprechend finden Übertragung und Gegenübertragung, freie Assoziation, Widerstand und Abwehr etc. viel Beachtung (Gruppenanalyse). Ein weiterer Schwerpunkt ist die Kommunikationstheorie (Watzlawick).

## Werte der therapeutischen Gemeinschaft
Eine therapeutische Gemeinschaft ist ein gelebtes System von Werten. Zu diesen Werten zählen:
- Ehrlichkeit und Offenheit
- Gerechtigkeit im Geben und Nehmen
- Persönliches Wachstum als Voraussetzung für Rechte und Pflichten
- Vertrauen in die Heilkraft der Gemeinschaft
- Vertrauen in die Macht von Wollen und Bewusstsein
- Verantwortung für sich selbst und andere
- Gemeinschaftsgefühl
- Partizipation im Sinne der UN-Kinderrechtskonvention

Aus diesen Werten werden Regeln abgeleitet, auf die sich Patienten und Mitarbeiter gemeinsam verpflichten.

## Methoden
Zentrale Elemente im Leben der therapeutischen Gemeinschaft sind:
- tägliche Gemeinschaftssitzung, in denen das therapeutische Alltagsleben thematisiert wird
- anschließende Team-Sitzung, in der die vorangegangene Gemeinschaftssitzung reflektiert wird
- Gruppentherapie, Kerngruppe mit bis zu zehn Patienten

Es kommen aber auch folgende basisdemokratischen Elemente zum Einsatz:
- Morgenrunden, die auf Klinik und Therapiealltag bezogen sind
- Gesamtplenum zum Abschied und zur Begrüßung neuer Patienten (wöchentlich, mit allen Mitarbeitern und Patienten, für Besucher offen)
- Patientenversammlung
- Therapeutische Großgruppe (Forum oder Komitee) zur Verbesserung kommunikativer Fähigkeiten und Unterstützung in schwierigen Prozessen
- Verteilung gemeinschaftlicher Aufgaben und Verantwortungsbereiche
- Patensysteme zur Orientierungshilfe
- Vorträge zu Grundfragen von Gesundheit und Krankheit, Behandlungskonzept, Übertragung der Klinikerfahrung auf den Alltag, gesunde Ernährungsweise etc.
- Freizeitangebote am Wochenende
- Beteiligung der Patienten am Verbesserungs- und Beschwerdemanagement

## Selbstverwaltung und Autorität
Die therapeutische Gemeinschaft gewährt so viel Freiheit wie möglich und übt so wenig Zwang aus wie nötig. Dazu wird ein System der Selbstverwaltung geschaffen. Patienten-Komitee, Vollversammlung, Team-Gespräche, Normen, Regeln, Absprachen, und Vereinbarungen, Aufgaben und Verantwortlichkeiten sind Bestandteile der Therapeutischen Gemeinschaft.
Die Patienten werden gefordert, sich durch konkretes Handeln und durch spontanes Äußern und Ausleben von Gefühlen im Rahmen der Regeln (keine Gewalt) einzubringen. Lernen durch Tun, teilnehmende Beobachtung, gegenseitige Unterstützung, gemeinsame Arbeit und Freizeit sind dabei wesentliche Elemente.

## Mitarbeiter
Alle Mitarbeiter sind Teil der Therapeutischen Gemeinschaft. Dem Pflegepersonal kommt eine herausragende Bedeutung zu, genauso wie allen anderen Mitarbeitern im Haus, vom Verwaltungsmitarbeiter bis zum Gärtner. Denn sie haben zu den Patienten meist einen viel engeren und intensiveren Kontakt als die „Therapeuten“. Ihre Arbeit wird gegenüber der der Ärzte deutlich aufgewertet. In gemeinsamen und oft auch öffentlichen Team-Gesprächen reflektieren alle Mitarbeiter gemeinsam hierarchie- und funktionsübergreifend ihre Arbeit. Planung geschieht in hohem Maße gemeinsam mit den Patienten. Entscheidungen werden wo möglich gemeinsam getroffen. Die Therapeuten sind Mitglieder der Gruppe, die Patienten sind Co-Therapeuten.
Das stellt an die Therapeuten hohe Anforderungen bezüglich Reife, Offenheit und Zusammenarbeit. Die Kontinuität der Therapeutengruppe sorgt dabei für einen sicheren verlässlichen Rahmen.

## Anwendung
Das Prinzip der Therapeutischen Gemeinschaft wird in allen möglichen Variationen und Abstufungen angewendet in der Psychiatrie, der Drogentherapie, in psychosomatischen Kliniken, in der Sucht-Therapie. Ebenfalls findet es Anwendung in der Jugendhilfe. Sowohl in Österreich, wie auch Deutschland sind Therapeutische Gemeinschaften existent, die als stationäre Einrichtungen Erziehung, Pädagogik und Psychotherapie verbinden.